# Remus-Daniel Nițu
Remus-Daniel Nițu (n. 8 iunie 1970

, Racovița, Vâlcea, România) este un senator român, ales în 2012. 